# Eloceria ursina
Eloceria ursina là một loài ruồi trong họ Tachinidae.